# Elias Gundelach
Elias Gundelach (* 31. Juli 1802 in Helsa (Landkreis Kassel); † 28. Dezember 1847 in Kassel) war Bürgermeister und Mitglied der Kurhessischen Ständeversammlung.

## Leben
Elias Gundelach betrieb in seinem Heimatort eine Landwirtschaft und wurde dort Bürgermeister. In dieser Funktion erhielt er 1845 ein Mandat für die Kurhessische Ständeversammlung, die nach den Unruhen der Jahre 1830/1831 zur Verabschiedung einer neuen Verfassung konstituiert wurde und bis zur Annexion Kurhessens durch Preußen im Jahre 1866 bestand. Gundelach war bis zu seinem Tod im Jahre 1847 Mitglied. Sein Nachfolger wurde Karl Lambrecht. 